# Vision International University
Die Vision International University (VIU) ist ein theologisches Seminar in Ramona, Kalifornien. Die VIU bietet Fernstudien und Online-Studiengänge im Bereich Theologie an. Die VIU hat die Lehrerklärung der International Association of Bible Colleges and Seminaries unterzeichnet und gilt als bibeltreues Institut. Die VIU ist seit 2022 vollständig durch den Accreditation Service for International Schools, Colleges & Universities (ASIC) akkreditiert. Der ASIC ist eine unabhängige, staatlich anerkannte Akkreditierungsstelle laut dem Council for Higher Education Accreditation.

## Studiengänge
Die Vision International University bietet Gemeindeausbildungen und theologische Bildung für Führungskräfte charismatischer Pfingstkirchen an. Es werden Bachelor- und Master-Abschlüsse angeboten. Das Studium ist kostenpflichtig.
Der praktische Studienzweig bietet den Abschluss Bachelor of Ministry (B.Min.) für den Übergang in den berufsbezogenen Gemeindedienst oder eine weitere berufstheologische Ausbildung an, die zum Master of Theological Studies (MTS), oder zum Master of Divinity (M. Div.) als abschließenden berufsqualifizierenden Abschluss führt.
Der akademische Studienzweig bietet den Abschluss Bachelor of Arts (B.A.) für Studierende, die ein weiteres wissenschaftliches Studium in einem anderen Bereich als Theologie anstreben, an. Studierende, die den akademischen Studienzweig abschließen, beginnen in der Regel einen Master of Arts.
Die Vision International University ist vom Staat Kalifornien autorisiert, Abschlüsse für religiöse Ausbildungsbereiche zu vergeben. Für Studierende, die einen akkreditierten Abschluss benötigen, hat die City Vision University eine umfassende Bewertung der Kurse und Programme der Vision International University durchgeführt und wird sowohl Kurse als auch Associate- und Bachelor-Abschlüsse anerkennen. Studierende mit einem Bachelor-Abschluss der Vision International University können direkt in ihre Masterprogramme einsteigen. Vision International University’s Director of Online Learning ist seit 2018 City Vision University’s Chief Academic Officer. Auch können Absolventen der Vision International University ihre Studienleistungen vom Vision International College in New South Wales anrechnen lassen, dass von der Australischen Regierung durch das Australian Qualifications Framework (AQF) akkreditiert ist.

## Vision International Network of Ministries
Die Vision International University hat lizenzierte und ordinierte Geistliche mit dem E4-Assembly of God International Fellowship, der Church of God - Weltweite Kirche Gottes, dem Assemblies of God, The Foursquare Church, CMI Global und auch mit dem Full Gospel Fellowship. Das Vision International Network of Ministries bietet ein umfassendes vierjähriges Curriculum, das aus über hundert Kursen besteht, um Männer und Frauen für einen effektiven Dienst mit professionellem Mentoring auszubilden. Es gibt Möglichkeiten, zukünftige Gemeindeleiter mit wöchentlichen oder monatlichen Kursen in ihrer Gemeinde sowie Mentorenprogrammen online und offline auszubilden. Das Vision International Training & Educational Network führt viele Formen der internationalen Öffentlichkeitsarbeit durch. Es ist auf der ganzen Welt vertreten und bietet auch Lehrpläne in mehreren Sprachen für bestehende Bibelschulen an.